# Bruce Bolesky
Bruce Nelson Bolesky (ur. 2 września 1957 w Melrose) – amerykański narciarz, specjalista narciarstwa dowolnego. Jego najlepszym wynikiem na mistrzostwach świata jest 15. miejsce w balecie narciarskim na mistrzostwach w Oberjoch. Zajął także 6. miejsce w balecie narciarskim na igrzyskach olimpijskich w Calgary, jednak były to tylko zawody pokazowe. Najlepsze wyniki w Pucharze Świata osiągnął w sezonie 1983/1984, kiedy to zajął drugie miejsce w klasyfikacji generalnej i klasyfikacji kombinacji. W sezonie 1981/1982 był trzeci w obu tych klasyfikacjach, a w sezonie 1980/1981 był trzeci w klasyfikacji kombinacji.
W 1989 r. zakończył karierę.

## Osiągnięcia

### Mistrzostwa świata
| Miejsce | Dzień    | Rok  | Miejscowość | Konkurencja      | Zwycięzca          |
| ------- | -------- | ---- | ----------- | ---------------- | ------------------ |
| 18.     | 6 lutego | 1986 | Tignes      | Balet narciarski | Richard Schabl     |
| 15.     | 1 marca  | 1989 | Oberjoch    | Balet narciarski | Hermann Reitberger |

### Puchar Świata

#### Miejsca w klasyfikacji generalnej
- sezon 1979/1980: 10.
- sezon 1980/1981: 4.
- sezon 1981/1982: 3.
- sezon 1982/1983: 5.
- sezon 1983/1984: 2.
- sezon 1984/1985: 31.
- sezon 1985/1986: 40.
- sezon 1986/1987: 29.
- sezon 1987/1988: 32.
- sezon 1988/1989: 46.

#### Miejsca na podium
1. Tignes – 12 marca 1980 (Jazda po muldach) – 3. miejsce
2. Whistler – 29 marca 1980 (Balet narciarski) – 3. miejsce
3. Livigno – 18 stycznia 1981 (Kombinacja) – 3. miejsce
4. Campitello Matese – 8 marca 1981 (Kombinacja) – 2. miejsce
5. Mount Norquay – 18 marca 1981 (Kombinacja) – 1. miejsce
6. Mount Norquay – 18 marca 1981 (Kombinacja) – 2. miejsce
7. Snowqualmie – 3 stycznia 1982 (Balet narciarski) – 3. miejsce
8. Blackcomb – 10 stycznia 1982 (Kombinacja) – 3. miejsce
9. Mont-Sainte-Anne – 4 lutego 1982 (Kombinacja) – 2. miejsce
10. Sella Nevea – 26 lutego 1982 (Jazda po muldach) – 3. miejsce
11. Sella Nevea – 28 lutego 1982 (Kombinacja) – 2. miejsce
12. Adelboden – 5 marca 1982 (Jazda po muldach) – 2. miejsce
13. Adelboden – 7 marca 1982 (Kombinacja) – 2. miejsce
14. Oberjoch – 21 marca 1982 (Kombinacja) – 3. miejsce
15. Tignes – 21 stycznia 1983 (Kombinacja) – 3. miejsce
16. Tignes – 22 stycznia 1983 (Kombinacja) – 2. miejsce
17. Angel Fire – 19 marca 1983 (Kombinacja) – 3. miejsce
18. Stoneham – 15 stycznia 1984 (Kombinacja) – 1. miejsce
19. Breckenridge – 21 stycznia 1984 (Kombinacja) – 1. miejsce
20. Oberjoch – 4 marca 1984 (Kombinacja) – 3. miejsce
21. Sälen – 22 marca 1984 (Kombinacja) – 1. miejsce
22. Tignes – 13 grudnia 1984 (Kombinacja) – 3. miejsce
23. Mont Gabriel – 13 stycznia 1985 (Kombinacja) – 3. miejsce

- W sumie 4 zwycięstwa, 7 drugich i 12 trzecich miejsc.